# Shannon Brown
Shannon Brown (Maywood, Illinois, 29 de noviembre de 1985) es un exjugador de baloncesto estadounidense que disputó nueve temporadas en la NBA. Con 1,93 metros de estatura, jugaba en la posición de escolta. Es hermano del también jugador profesional Sterling Brown.

## Carrera

### Instituto
Brown asistió al Proviso East High School en Maywood, donde compartió equipo con Dee Brown, exjugador de Utah Jazz. En 2003, Brown fue nombrado "Illinois Mr. Basketball" y fue incluido en el McDonald's All-American.

### Universidad
Brown jugó al baloncesto universitario con Michigan State Spartans. Fue incluido en el segundo equipo del All-Big Ten en su etapa júnior y en el All-Big Ten defensivo. En su año júnior promedió 17.2 puntos por partido y 4.4 rebotes.

#### Estadísticas
| Año     | Equipo         | PJ | PT | MPP  | %TC  | %3P  | %TL  | RPP | APP | ROB | TPP | PPP  |
| ------- | -------------- | -- | -- | ---- | ---- | ---- | ---- | --- | --- | --- | --- | ---- |
| 2003–04 | Michigan State | 30 | 24 | 22.9 | .451 | .341 | .807 | 2.5 | 1.3 | 1.1 | .0  | 7.9  |
| 2004–05 | Michigan State | 33 | 31 | 25.1 | .447 | .330 | .848 | 3.2 | 1.7 | 1.2 | .2  | 10.9 |
| 2005–06 | Michigan State | 34 | 34 | 35.2 | .467 | .390 | .830 | 4.4 | 2.7 | 1.5 | .1  | 17.2 |
| Total   | Total          | 97 | 89 | 28.0 | .457 | .364 | .831 | 3.4 | 1.9 | 1.3 | .1  | 12.2 |

### Profesional

#### NBA

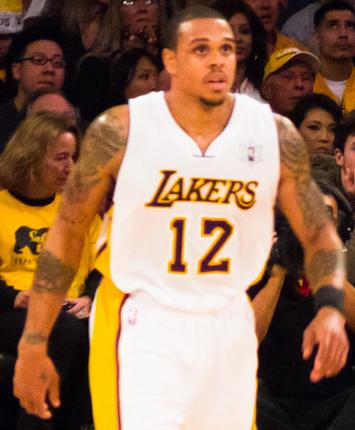
Brown con los Lakers en 2010.

Fue seleccionado por Cleveland Cavaliers en la 25ª posición del Draft de 2006. En su primer año en la liga jugó poco, apareciendo en cancha en solo 23 encuentros, 5 de ellos de titular, y promediando 3.2 puntos por partido. Ya en su segunda temporada sus promedios llegaron casi a los 10 puntos por partido, duplicando en número de minutos.
El 21 de febrero de 2008, fue traspasado a Chicago Bulls en un traspaso a tres bandas entre los Bulls, los Cavaliers y Seattle Sonics. Junto con él, llegaba al equipo Cedric Simmons, Drew Gooden y Larry Hughes. El 6 de agosto de 2008 firmó un contrato de un año con Charlotte Bobcats.
El 7 de febrero de 2009, fue traspasado junto con Adam Morrison a Los Angeles Lakers a cambio de Vladimir Radmanović.
Tras dos años en los Lakers, en los que fue Campeón de la NBA, el 10 de diciembre de 2011, Brown firmó como agente libre con los Phoenix Suns por un año y $3,5 millones.
El 1 de febrero de 2014, Brown firmó con los San Antonio Spurs bajo un contrato de 10 días tras haber sido cortado por los Phoenix Suns el 28 de octubre de 2013.
En marzo de 2014, firmó con los New York Knicks por el resto de la temporada, luego de haber firmado dos contratos de diez días con el equipo. En julio de 2014, fue despedido por los Knicks.
A finales de agosto de 2014, Brown firmó con los Miami Heat. El 24 de noviembre de 2014, fue despedido por los Heat.

#### G League
El 30 de octubre de 2016, Brown fue elegido por los Grand Rapids Drive en la segunda ronda del draft de la NBA Development League, pero fue cortado el 10 de noviembre.
El 16 de noviembre de 2017, Brown fue añadido a la plantilla de los Wisconsin Herd. El 16 de enero de 2018, fue traspasado a los Delaware 87ers, debutando ese mismo día.

## Estadísticas de su carrera en la NBA
|  | Denota temporada en la que fue Campeón de la NBA |

### Temporada regular
| Año | Equipo | PJ | PT | MPP | %TC | %3P | %TL | RPP | APP | ROB | TPP | PPP |
| --- | ------ | -- | -- | --- | --- | --- | --- | --- | --- | --- | --- | --- |

| Año     | Equipo      | PJ  | PT | MPP  | %TC  | %3P  | %TL  | RPP | APP | ROB | TPP | PPP  |
| ------- | ----------- | --- | -- | ---- | ---- | ---- | ---- | --- | --- | --- | --- | ---- |
| 2006-07 | Cleveland   | 23  | 5  | 8.8  | .378 | .280 | .714 | .9  | .4  | .3  | .1  | 3.2  |
| 2007-08 | Cleveland   | 15  | 4  | 14.5 | .369 | .310 | .609 | 1.2 | 1.1 | .7  | .1  | 7.0  |
| 2007-08 | Chicago     | 6   | 0  | 3.7  | .200 | .000 | .500 | .3  | .0  | .2  | .3  | 1.5  |
| 2008-09 | Charlotte   | 30  | 0  | 11.4 | .455 | .286 | .800 | .8  | .9  | .6  | .2  | 4.8  |
| 2008-09 | L.A. Lakers | 18  | 0  | 7.6  | .524 | .667 | .889 | 1.1 | .6  | .2  | .1  | 3.2  |
| 2009-10 | L.A. Lakers | 82  | 7  | 20.7 | .427 | .328 | .818 | 2.2 | 1.3 | .7  | .4  | 8.1  |
| 2010-11 | L.A. Lakers | 82  | 0  | 19.1 | .425 | .349 | .911 | 1.9 | 1.2 | .8  | .2  | 8.7  |
| 2011-12 | Phoenix     | 59  | 19 | 23.7 | .420 | .362 | .808 | 2.7 | 1.2 | .7  | .3  | 11.0 |
| 2012-13 | Phoenix     | 59  | 22 | 23.8 | .420 | .277 | .784 | 2.5 | 1.8 | 1.0 | .3  | 10.5 |
| 2013-14 | San Antonio | 10  | 1  | 10.3 | .286 | .000 | .778 | 1.3 | .5  | .1  | .0  | 2.3  |
| 2013-14 | New York    | 19  | 0  | 8.7  | .421 | .000 | .667 | .8  | .2  | .6  | .0  | 2.1  |
| 2014-15 | Miami       | 5   | 2  | 17.8 | .368 | .429 | .750 | .2  | .6  | .8  | .0  | 4.0  |
| Total   | Total       | 408 | 60 | 18.0 | .420 | .332 | .807 | 1.9 | 1.1 | .7  | .2  | 7.6  |

### Playoffs
| Año   | Equipo      | PJ | PT | MPP  | %TC  | %3P  | %TL  | RPP | APP | ROB | TPP | PPP |
| ----- | ----------- | -- | -- | ---- | ---- | ---- | ---- | --- | --- | --- | --- | --- |
| 2007  | Cleveland   | 1  | 0  | .0   | .000 | .000 | .000 | .0  | .0  | .0  | .0  | .0  |
| 2009  | L.A. Lakers | 21 | 0  | 13.1 | .434 | .480 | .792 | 1.2 | .6  | .5  | .1  | 4.9 |
| 2010  | L.A. Lakers | 23 | 0  | 14.1 | .393 | .281 | .714 | 1.3 | .9  | .4  | .3  | 4.9 |
| 2011  | L.A. Lakers | 10 | 0  | 16.6 | .459 | .280 | .643 | 1.9 | .7  | .6  | .2  | 7.2 |
| Total | Total       | 55 | 0  | 13.9 | .422 | .341 | .727 | 1.3 | .7  | .5  | .2  | 5.2 |

## Vida personal
En 2010, Brown comenzó una relación con la cantante de R&B, Monica Arnold. La pareja se conoció en junio de 2010 cuando Brown formó parte del videoclip "Love All Over Me" de la cantante. En octubre de 2010, Monica confirmó su compromiso con Brown a través de Twitter, publicando una foto de un anillo de diamantes. El 22 de noviembre de 2010, Arnold y Brown se casaron en una ceremonia secreta en su casa de Los Ángeles. El matrimonio no fue de dominio público hasta el 21 de enero de 2011, cuando Brown lo contó en Hip-Hop Non-Stop TV-Show. La pareja realizó una segunda ceremonia para la familia y amigos en julio de 2011.
El 27 de marzo de 2019, después de ocho años de matrimonio, Monica le pidió el divorcio. Finalmente el divorcio se produjo en octubre de 2019. Brown tiene un hijo, Shannon Christopher Brown, de una relación anterior, y una hija, Laiyah Shannon Brown, de su matrimonio con Monica.
En octubre de 2021, el fiscal del distrito sur de Nueva York, Audrey Strauss, imputó a Shannon, junto a otros diecisiete exjugadores de la NBA, dentro de una trama de fraude del plan de la NBA de seguro médico y prestaciones para veteranos, que rondaría los $4 millones. Según la acusación, los exbaloncestistas se confabularon para defraudar el plan mediante la presentación de recibos falsos y fraudulentos, con el fin de recibir reembolsos por atención médica y dental, que nunca recibieron.
El hermano pequeño de Brown, Sterling (n. 1995) es también jugador de la NBA.